# Sigrun Löwisch

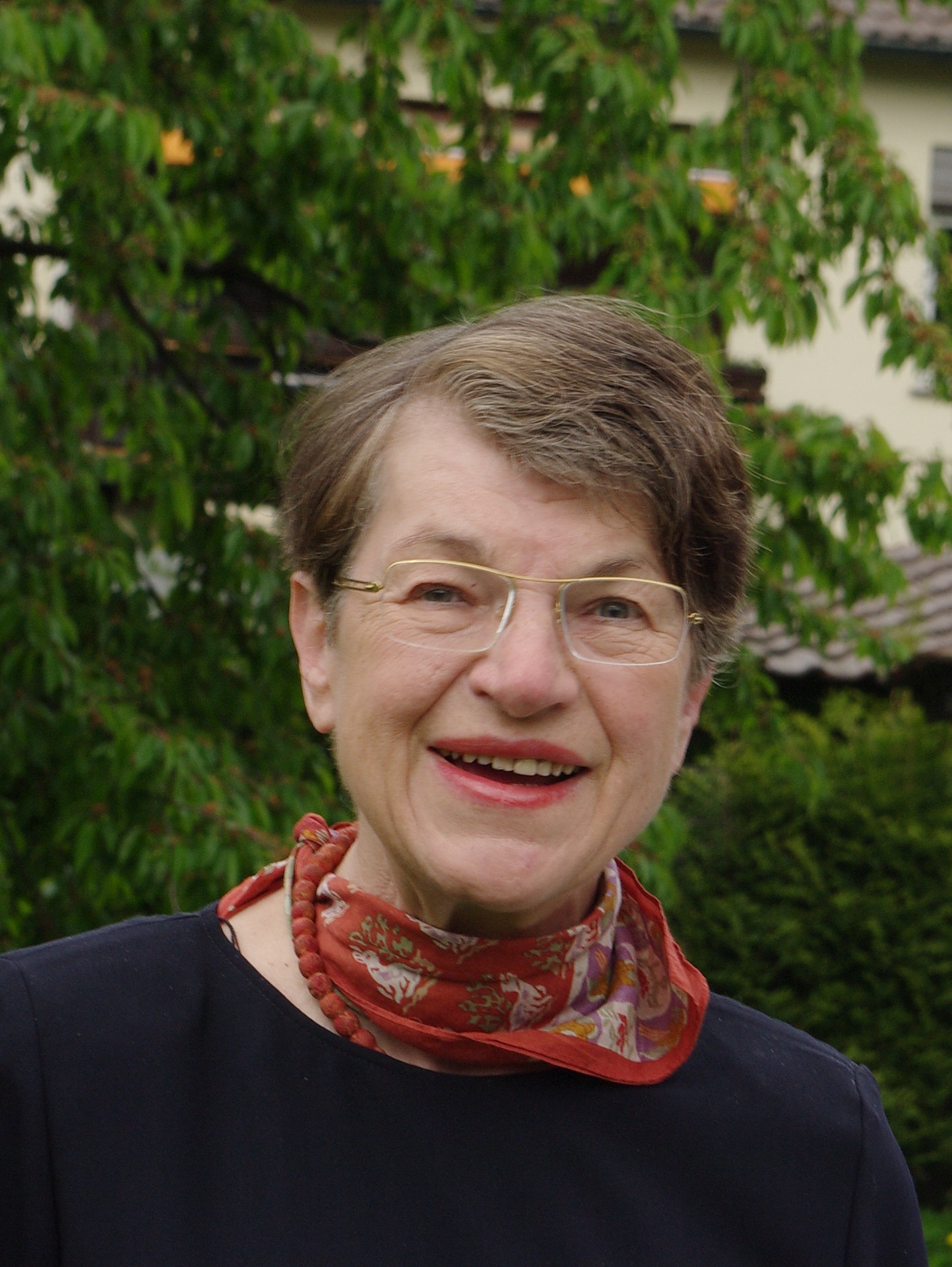
Sigrun Löwisch

Sigrun Löwisch, geb. Majer (* 8. November 1942 in Swinemünde), ist eine deutsche Politikerin der CDU. Sie war von 1991 bis 1998 Mitglied des Deutschen Bundestages.

## Leben
Löwisch wuchs in Ruchsen (Baden), Heidelberg, Wernfeld (Unterfranken) und Esslingen auf. Nach der mittleren Reife und der Ausbildung zur Arzthelferin arbeitete sie bis zur Geburt ihres ersten Kindes in dem erlernten Beruf. Seit 1969 lebt Löwisch in Lehen, einem Stadtteil Freiburgs. Sie ist verheiratet mit dem ehemaligen Rektor der Universität Freiburg Manfred Löwisch und hat vier Kinder. Tochter Henriette Löwisch ist Journalistin und leitet seit 2017 die Deutsche Journalistenschule, Sohn Georg Löwisch ist ebenfalls Journalist und war von September 2015 bis April 2020 Chefredakteur der taz. Sie ist evangelisch.
Löwisch ist seit 1968 Mitglied der CDU und war Ortsvorsitzende und stellvertretende Kreisvorsitzende. Hinzu kamen Tätigkeiten als Ortschafträtin (1971–2023) und Ortsvorsteherin (1988–2008) in Lehen und als Stadträtin in Freiburg (1975–1991). Sie war die erste Frau, die zur Ortsvorsteherin in den eingemeindeten Ortsteilen gewählt wurde. Zusätzlich war sie Vorstandsmitglied des Deutschen Familienverbands in Freiburg und Mitglied des Staatsgerichtshofs Baden-Württemberg von 1984 bis 1991.
Löwisch wurde am 21. Oktober 1991 als Nachrückerin für den ausgeschiedenen Freiburger Abgeordneten Conrad Schroeder Mitglied des 12. Deutschen Bundestages und gewann 1994 das Direktmandat im Bundestagswahlkreis Freiburg. Als Abgeordnete in der 13. Wahlperiode war sie ordentliches Mitglied des Ausschusses für Gesundheit und Fraktionssprecherin für bioethische Fragen. Bei der Bundestagswahl 1998 verlor sie als erneute Direktkandidatin in Freiburg mit 37,7 Prozent der Wählerstimmen gegen den Kandidaten der SPD, Gernot Erler, der mit 41,5 Prozent der Stimmen den Wahlkreis erstmals für seine Partei gewinnen konnte. Löwisch schied mit dem Zusammentritt des 14. Bundestages 1998 aus dem Parlament aus.
Von 1984 bis 1991 war Löwisch zudem Richterin am Staatsgerichtshof für das Land Baden-Württemberg in der Gruppe „ohne Befähigung zum Richteramt“, zunächst von 1984 bis 1985 als stellvertretendes Mitglied.
Bei ihrer letzten Sitzung als Mitglied des Ortschaftsrats von Lehen, dem sie mehr als 50 Jahre angehörte, wurde ihr 2023 von der Stadt Freiburg das Goldene Stadtsiegel verliehen.